# Licario
Licario (Karystos, ... – ...; fl. XIII secolo), nelle cronache greche chiamato in greco Ἰκάριος?, Ikarios, era un ammiraglio bizantino.
In contrasto con i baroni latini (i "triarchi") della sua nativa Eubea, entrò al servizio dell'imperatore bizantino Michele VIII Paleologo (r. 1259-1282), per il quale riconquistò molte delle isole dell'Egeo negli anni 1270. Per le sue imprese, fu ricompensato con l'Eubea come feudo e raggiunse il grado di megas konostaulos e megas doux, primo straniero a riuscirci.

## Biografia

### Origine e gioventù
Licario nacque a Karystos, nella latina Eubea (Negroponte), da padre vicentino e da una donna del luogo. Era di umili origini, ma abile e ambizioso. Al servizio come cavaliere del triarca latino Giberto II da Verona, riuscì a conquistare il cuore di Felisa, sorella di Giberto e vedova di un altro triarca, Narzotto dalle Carceri. Il matrimonio fu accolto con disapprovazione dalla famiglia di Felisa. Si sposarono in segreto, ma il matrimonio fu annullato dai parenti di lei. In fuga dalla loro ira, Licario si rifugiò nella fortezza di Anemopylae, vicino al Capo d'Oro. Riparò la robusta fortezza, radunò un piccolo gruppo di seguaci e iniziò a razziare le tenute circostanti, appartenenti ai nobili dell'isola.

### A servizio dell'Impero bizantino

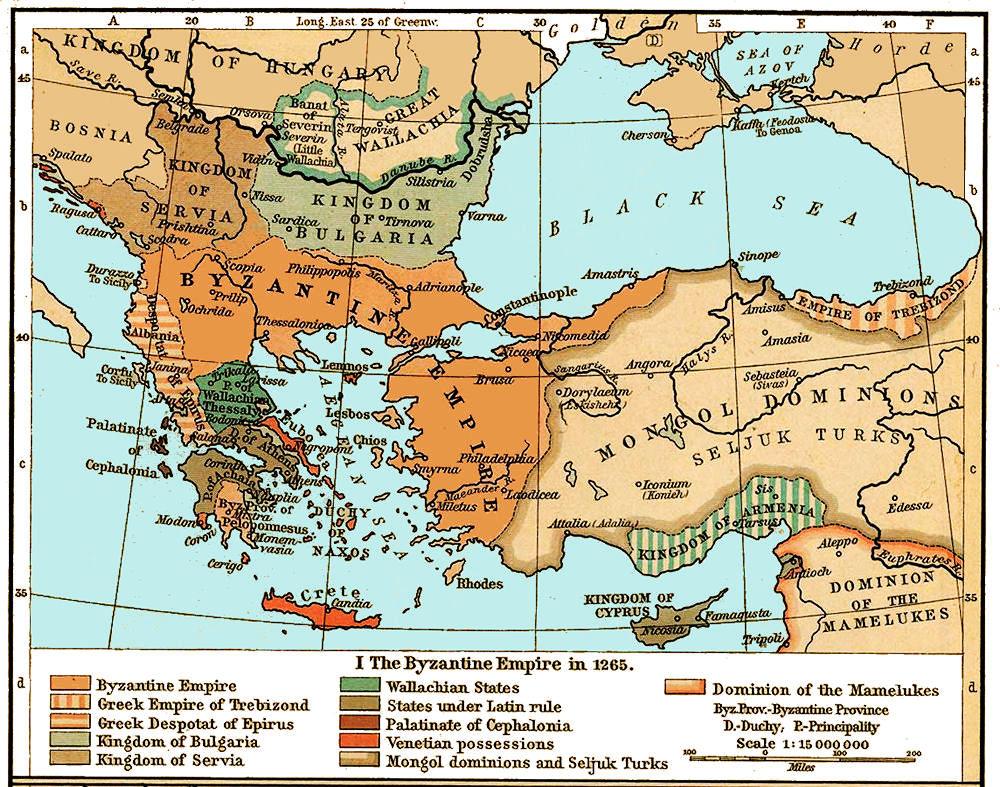
Mappa dell'Impero bizantino e dell'Oriente latino intorno al 1265

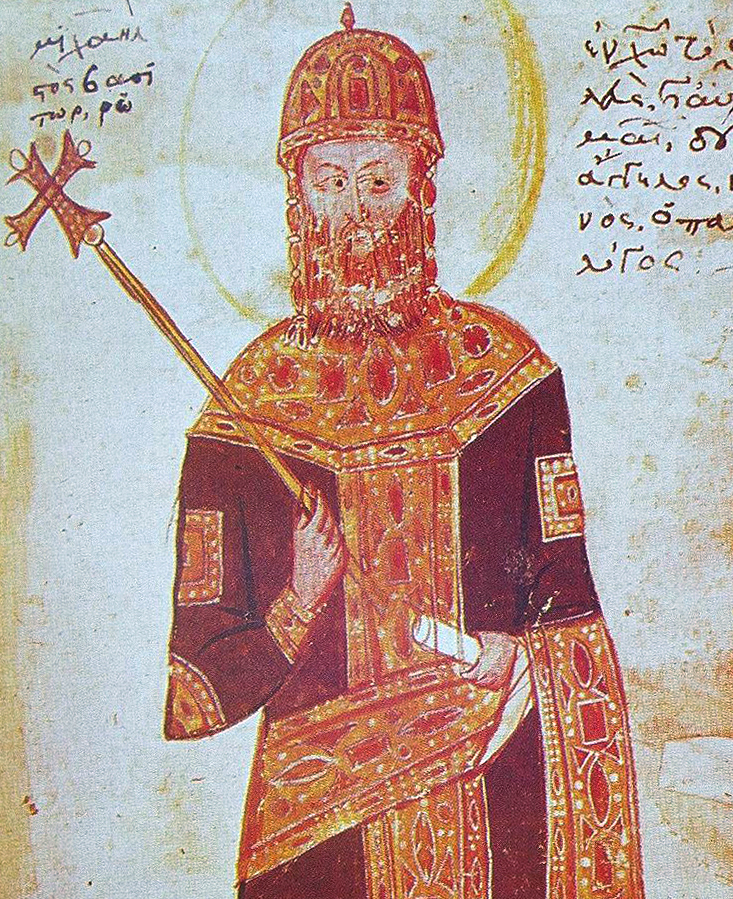
L'imperatore Michele VIII Paleologo, al cui servizio Licario conquistò la maggior parte dell'Eubea e molte isole dell'Egeo

A quel tempo, l'Impero bizantino appena restaurato, sotto la guida di Michele VIII Paleologo, cercava di recuperare l'Eubea, che era il principale possedimento insulare latino nel Mar Egeo, e la principale base navale, non solo della flotta veneziana, ma anche dell'attività piratesca latina diretta contro le sue terre. Inoltre, insieme al Principato di Acaia, rappresentava il principale ostacolo al suo completo recupero della Grecia. Già nel 1269/70, come rappresaglia per le incursioni contro le coste dell'Asia Minore, una flotta bizantina guidata da Alessio Ducas Filantropeno aveva attaccato e catturato molti nobili latini nei pressi della città di Oreoi.
Di fronte al persistente rifiuto dei baroni dell'isola di trattare con lui, desideroso di vendetta e desideroso di gloria e ricchezza, Licario si presentò a Filantropeno, offrendo i suoi servigi. Questi, a sua volta, lo portò dall'imperatore, che era desideroso di utilizzare gli occidentali di talento ogni volta che poteva, e aveva già finanziato diversi corsari latini al suo servizio. Licario divenne vassallo dell'imperatore secondo le regole feudali occidentali e a sua volta fu rafforzato con le truppe imperiali. Sotto la guida di Licario, i Bizantini potevano ora tentare seriamente di conquistare l'isola, mentre le loro forze erano ulteriormente accresciute dalle numerose defezioni della popolazione greca.
Nel 1272/73, le forze bizantine, ora al comando di Licario, lanciarono una campagna che prese le fortezze di Larmena, La Cuppa, Clisura e Manducho. I triarchi lombardi si appellarono allora al loro signore, il principe Guglielmo II d'Acaia, e a Dreux de Beaumont, maresciallo del Regno angioino di Sicilia. Guglielmo riuscì a recuperare La Cuppa, ma il de Beaumont fu sconfitto in una battaglia campale e fu poi richiamato da Carlo d'Angiò. Tra allora e il 1275, secondo il cronista veneziano Marino Sanudo, lo stesso Licario prestò servizio nell'esercito bizantino in Asia Minore, dove ottenne una vittoria contro i Turchi.

### Conquista di Eubea e campagna dell'Egeo
Nel 1276, dopo la grande vittoria sui triarchi lombardi di Negroponte nella battaglia di Demetrias, i Bizantini tornarono all'offensiva a Eubea. Licario attaccò la natia Karystos, sede della terziere meridionale, e la prese, dopo un lungo assedio, nello stesso anno. Per questo successo, fu ricompensato da Michele VIII con l'intera isola in feudo e una nobile moglie greca con una ricca dote. In cambio, Licario si impegnò a fornire 200 cavalieri all'imperatore. Gradualmente, Licario ridusse le roccaforti latine sull'isola, fino a quando, nel 1278, l'aveva conquistata quasi tutta, tranne la capitale, la città di Negroponte (Calcide).
Per i suoi successi, Licario fu premiato con la carica di megas konostaulos, capo dei mercenari latini, e infine nominato megas doux dopo la morte di Filantropeno nel 1276 circa; il primo straniero ad essere insignito di tale onore. Comandò la marina bizantina in una serie di spedizioni contro le isole dell'Egeo in mano ai latini. La prima a cadere fu Scopelo, la cui fortezza era ritenuta inespugnabile. Licario, tuttavia, sapeva che mancava di scorte d'acqua. Così, la attaccò durante la calda e secca estate del 1277 e ne costrinse la resa. Il suo signore, Filippo Ghisi, fu catturato e inviato a Costantinopoli; anche gli altri suoi possedimenti, le isole di Sciro, Sciato e Amorgo, furono presi poco dopo. In seguito, Licario conquistò le isole di Cerigo e Cerigotto, al largo della costa meridionale della Morea, e poi Ceo, Stampalia e Santorini, nelle Cicladi. Anche la grande isola di Lemno fu catturata, sebbene il suo signore, Paolo Navigajoso, resistette ad un assedio di tre anni prima di arrendersi. Infine, tra la fine del 1279 o all'inizio del 1280, tornò in Eubea, sbarcando nella città settentrionale di Oreoi e dirigendosi a sud verso Negroponte. Le sue forze comprendevano ormai molti mercenari spagnoli e catalani (la prima volta che questi ultimi vengono menzionati in Grecia) e persino ex compagni di Manfredi di Sicilia, che erano fuggiti in Grecia dopo la sconfitta e la morte di Manfredi per mano di Carlo d'Angiò. Giunto a Negroponte, il triarca Giberto II da Verona, fratello di Felisa, e Giovanni I de la Roche, duca di Atene, che si trovavano in città, gli mossero contro con le loro armate. I due eserciti si incontrarono presso il villaggio di Vatonda, a nord-est di Negroponte. La battaglia si risolse in una grande vittoria per Licario: Giovanni I de la Roche fu disarcionato e catturato, mentre Giberto fu ucciso (secondo Sanudo) o catturato e portato insieme a de la Roche come prigioniero a Costantinopoli, dove, secondo Niceforo Gregora, la vista dell'odiato rinnegato, che si muoveva trionfalmente tra le file della corte bizantina riunita, lo fece cadere morto.
Dopo Vatonda, anche Negroponte sembrava sul punto di cadere nelle mani di Licario. La città, tuttavia, fu rapidamente rafforzata da Giovanni I de la Roche, signore di Argo e Nauplia, che, insieme al vigoroso bailo veneziano di Negroponte, Nicolò Morosini Rosso, ne guidò la difesa. Di fronte a una decisa resistenza e forse temendo un intervento di Giovanni I Ducas, sovrano della Tessaglia, Licario fu costretto a sciogliere l'assedio. Licario si dedicò quindi alla distruzione delle roccaforti latine rimaste sull'isola, diventandone il padrone totale, ad eccezione della stessa città di Negroponte, e governandola dalla fortezza di Fillia. La sua flotta effettuò altre spedizioni navali: furono conquistate le isole di Sifanto e Serifo e le navi di Licario fecero incursioni nella Morea.
Licario stesso salpò per Costantinopoli, presentando all'imperatore Michele VIII i suoi prigionieri. Poi, all'apice della sua fama e del suo successo, intorno al 1280, Licario scompare dalle fonti e il suo destino successivo è sconosciuto. Molto probabilmente visse a Costantinopoli e lì morì.

## Valutazione storica
Le sue conquiste si rivelarono effimere, in quanto i Bizantini furono gradualmente espulsi dai Veneziani e dagli altri signori latini. Anche in Eubea, la principale conquista e feudo personale di Licario, i triarchi riuscirono a completare la riconquista dell'intera isola entro il 1296. Tuttavia, Licario si dimostrò uno dei capi militari di maggior successo alle dipendenze di Michele VIII e le sue vittorie aumentarono notevolmente la posizione e il prestigio dell'imperatore tra i latini. Lo storico Deno John Geanakoplos lo classifica, insieme al fratello di Michele, Giovanni Paleologo, come i due uomini che hanno causato i maggiori danni ai signori latini della Grecia.